# Massacre de Pottawatomie
O massacre de Pottawatomie ocorreu na noite de 24 a 25 de maio de 1856, no território do Kansas. Em reação ao saque de Lawrence pelas forças pró-escravidão em 21 de maio, e as notícias telegrafadas do severo ataque em 22 de maio ao senador de Massachusetts Charles Sumner, por se manifestar contra a escravidão no Kansas ("O Crime Contra o Kansas"), John Brown e um bando de colonos abolicionistas — alguns deles membros dos Pottawatomie Rifles — deram uma resposta violenta. Ao norte de Pottawatomie Creek, no Condado de Franklin, eles mataram cinco colonos pró-escravidão, na frente de suas famílias. Este logo se tornou o mais famoso dos muitos episódios violentos do período "Bleeding Kansas", durante o qual uma guerra civil em nível estadual no território do Kansas foi descrita como um "prelúdio trágico" para a Guerra Civil Americana que logo se seguiu. "Bleeding Kansas" envolveu conflitos entre colonos pró e anti-escravidão sobre se o território do Kansas entraria na União como um estado escravo ou um estado livre. É também o ato mais questionável de John Brown, tanto para seus amigos quanto para seus inimigos. Nas palavras do abolicionista Frederick Douglass, era "um remédio terrível para uma doença terrível".